# Мохсен Фороузан
Мохсен Фороузан (перс. محسن فروزان, нар. 3 травня 1988, Решт) — іранський футболіст, воротар клубу «Ґол Ґогар». Відомий за виступами в низці іранських клубів, а також у складі національної збірної Ірану.

## Клубна кар'єра
Мохсен Фороузан народився у місті Решт, та розпочав виступи на футбольних полях у складі місцевої команди «Пегах Гілян» в 2004 році, зігравши за три роки в її складі лише 1 матч. У 2007 році перейшов до складу клубу «Малаван», проте в складі команди з Бандар-Анзалі за наступні два сезони своєї ігрової кар'єри зіграв також лише 1 матч. У 2009 році Фороузан повернувся до рідного міста, де грав у складі клубу «Дамаш Гілян». У сезоні 2010—2011 років Мохсен Фороузан грав у складі клубу «Гостареш Фулад».
У 2011 році Мохсен Фороузан перейшов до клубу вищого іранського дивізіону «Трактор Сазі», у складі якого за наступні два роки став основним голкіпером, зігравши за два роки 30 матчів у іранській першості. У 2013 році він знову стає гравцем клубу «Гостареш Фулад», у складі якого за рік зіграв 27 матчів, після чого перейшов до складу тегеранського клубу «Естеґлал». У складі столичної команди за рік Фороузан зіграв 17 матчів, після чого перейшов до клубу «Сіяд Джамеган» з Мешхеда. У складі мешхедсьського клубу Фороузан зіграв 10 матчів, після чого став футболістом клубу «Рах Ахан». За пів року Мохсен Фороузан перейшов до складу клубу «Саба Ком», де протягом року зіграв 13 матчів.
2017 року Мохсен Фороузан став гравцем клубу «Парс Джонубі Джам», в якому за рік зіграв 28 матчів. У 2018 році футболіст удруге за свою кар'єру гравця став футболістом команди «Трактор Сазі». У 2019 році Фороузан вдруге за кар'єру захищав ворота клубу «Парс Джонубі Джам». У 2020 році він перейшов до клубу «Фулад», а з 2021 року грає в клубі «Ґол Ґогар»

## Виступи за збірну
Мохсен Фороузан дебютував у складі національної збірної Ірану в 2012 році, грав у її складі до 2015 року, лише тричі виходивши на поле в її складі. У складі збірної був учасником кубка Азії з футболу 2015 року в Австралії.

## Досягнення
«Фулад»
- Кубок Ірану
  -  Володар (1): 2020/21